# Pearl City
Pour les articles homonymes, voir Pearl City (homonymie).
Pearl City est un Census-designated place situé dans le comté d'Honolulu à Hawaï.

## Démographie
| 1970   | 1980   | 1990   | 2000   | 2010   | 2020   |
| ------ | ------ | ------ | ------ | ------ | ------ |
| 19 552 | 42 575 | 30 993 | 30 976 | 47 698 | 45 295 |